# Mario Guilloti
Mario Omar Guilloti (Chacabuco, 20 de mayo de 1946-Zárate, 24 de agosto de 2021) fue un boxeador argentino de peso wélter, ganador de la medalla de bronce en los Juegos Olímpicos de México 1968 y de la medalla de plata en los Juegos Panamericanos de 1967 en Winnipeg. Fue campeón argentino de peso wélter. En 1969 pasó al profesionalismo realizando 100 combates, con 71 victorias (37 KO), 20 derrotas (5 KO) y 9 empates, llegando a obtener el título argentino de peso Wélter en 1980, que perdió ese mismo año. Se retiró en 1983.

## Medalla de bronce de 1968
En los Juegos Olímpicos de México 1968, Mario Guilloti, con 22 años, ganó la medalla de bronce en la categoría Wélter (hasta 67 kilos).
Guillotti enfrentó en la segunda ronda al ugandés Andrew Kajjo, venciéndolo por puntos (4-1). En tercera ronda venció al canadiense Donato Paduano, también por puntos en fallo unánime (5-0). En cuartos de final enfrentó al estadounidense Armando Muniz, venciéndolo en decisión dividida (4-1). En la segunda serie semifinal Guilloti debió combatir con el camerunés Joseph Bessala, quien lo derrotó con claridad en fallo unánime (5-0); Bessala perdería luego la final y se convertiría en el primer deportista de Camerún en obtener una medalla olímpica, en la segunda actuación del país africano en los Juegos Olímpicos, luego de haberse independizado en 1960.
La medalla de Guilloti fue la número 23 ganada por el boxeo argentino, es decir más de la mitad del total de la 43 medallas obtenidas por el país desde los Juegos Olímpicos de París 1924. Pero también marcó un momento de quiebre en el desempeño olímpico de este deporte. En adelante el equipo de boxeo dejaría de ser el principal deporte aportante de medallas de la delegación argentina y obtendría una sola medalla en los siguientes siete Juegos, la de Pablo Chacón en los Juegos Olímpicos de Atlanta 1996.

## Carrera profesional
Después de los Juegos Olímpicos de México 1968, Guilloti pasó al profesionalismo realizando 56 combates, con 48 victorias (37 KO), 6 derrotas (1 KO) y dos empates.
Su debut se produjo el 21 de marzo de 1969, venciendo por nocaut a Avelino Alegre, en Junín. Ganó sus 14 primeros combates, diez de ellos antes de completarse el tiempo reglamentario, perdiendo en su decimoquinta pelea el 25 de julio de 1970, con Rubén Vázquez Zamora, en el Luna Park, la única pelea en la que fue derrotado en sus primeras treinta y dos peleas.
El 1 de noviembre y el 15 de junio de 1973, perdió dos veces en el Luna Park, con el entonces campeón argentino Miguel Ángel Campanino, la primera por nocaut técnico y la segunda por puntos, sin que estuviera el título en juego. El 15 de marzo y el 21 de junio de 1975 peleó dos veces más con Campanino, esta vez por el título argentino, en el Luna Park, perdiendo en la primera oportunidad por descalificación en el primer asalto y en la segunda por puntos.
Entre 1976 y 1978 realizó 17 combates en Europa, casi todos ellos en Italia, ganando en catorce (5 KOT), perdiendo dos y empatando uno.
El 12 de abril de 1980, con 34 años, se consagró campeón argentino al vencer en el Luna Park a Eduardo Jorge Yanni y el 27 de septiembre de 1980 a Alfredo Rubén Lucero. Desde ese momento Guilloti permaneció peleando aún tres años más con escaso éxito, ya que solo ganó cuatro de los quince combates que realizó hasta su retiro. Su último combate lo realizó a los 37 años, el 11 de noviembre de 1983, con Oscar Enrique Sallago, con quien perdió por puntos.
Falleció en Zárate el 24 de agosto de 2021, a los setenta y cinco años, por COVID-19.